# Hoggenheimer
Hoggenheimer ist ein einfaches Glücksspiel mit Karten. Da das Einsatzfeld Ähnlichkeit mit demjenigen des Roulette aufweist, wird das Spiel auch Englisches Roulette genannt.

## Die Regeln

### Der Ablauf eines Spiels
Hoggenheimer wird mit 33 Blatt französischer Karten gespielt, einem Paket von 32 Blatt wird ein Joker hinzugefügt.
Vor Beginn eines Spiels tätigen die Spieler ihre Einsätze auf dem Tableau; dieses ist ein rechteckiges Schema mit vier Reihen zu je acht Feldern entsprechend den 32 Karten des Pakets ohne Joker. Jede Reihe ist einer Farbe zugeordnet und zwar gilt die erste Reihe für Pik, die zweite für Herz, die dritte für Karo und die vierte für Kreuz bzw. Treff. Die Spalten entsprechen den Rängen: Die erste Spalte gilt für die Asse, die zweite für die Könige usw.
Sind die Einsätze gemacht, so mischt der Bankhalter die Karten, lässt abheben und legt die erste Karte auf das entsprechende Feld des Tableaus, dann die zweite, dritte usw. Sobald jedoch der Joker aufgeschlagen wird, endet das Spiel, und es werden keine weiteren Karten aufgelegt.
Wer auf eine aufgedeckte Karte bzw. auf eine Gruppe von Karten, die alle aufgeschlagen worden sind, gesetzt hat, gewinnt – andernfalls gewinnt der Bankhalter.
Beispiel
|  |  |  |  |  |  |  |  |
|  |  |  |  |  |  |  |  |
|  |  |  |  |  |  |  |  |
|  |  |  |  |  |  |  |  |

### Die Wettmöglichkeiten

#### Satz auf eine einzelne Karte
Der Spieler wettet, dass eine bestimmte Karte, z. B. ♥ 9 vor dem Joker aufgedeckt wird, die Gewinnquote beträgt 1 : 1 (even money).

#### Satz auf zwei benachbarte Karten
Der Spieler wettet, dass zwei bestimmte auf dem Tableau benachbarte Karten, z. B. ♦ 10 – ♦ 9 oder ♠ K – ♥ K vor dem Joker aufgedeckt werden, die Gewinnquote beträgt 2 : 1.

#### Satz auf vier benachbarte Karten bzw. die vier Karten eines Ranges
Der Spieler wettet, dass vier bestimmte auf dem Tableau benachbarte Karten – ein Carré (dt. Quadrat) – z. B. ♦ 10 – ♦ 9 – ♣ 10 – ♣ 9, oder die vier Karten eines bestimmten Ranges, z. B. ♠ Q – ♥ Q – ♦ Q – ♣ Q vor dem Joker aufgedeckt werden, die Gewinnquote beträgt 4 : 1.

#### Satz auf die acht Karten einer Farbe
Der Spieler wettet, dass die acht Karten einer bestimmten Farbe, z. B. ♦ A – ♦ K – ♦ Q – ♦ J – ♦ 10 – ♦ 9 – ♦ 8 – ♦ 7 vor dem Joker aufgedeckt werden, die Gewinnquote beträgt 8 : 1.
Die angegebenen Gewinnquoten sind sämtlich faire Quoten, d. h. der Bankhalter ist bei diesem Spiel gegenüber den Pointeuren weder im Vorteil noch im Nachteil.